# 小行星7454
小行星7454（英語：7454 Kevinrighter）是一颗围绕太阳公转的小行星。1981年3月2日，舒爾特·巴斯在赛丁泉山发现了此天体。
这颗小行星的绝对星等为308.01994等。